# Tetraidrodipicolinato N-acetiltransferasi
La tetraidrodipicolinato N-acetiltransferasi è un enzima appartenente alla classe delle transferasi che catalizza la seguente reazione:
acetil-CoA + (S)-2,3,4,5-tetraidropiridina-2,6-dicarbossilato + H2O ⇄ CoA + L-2-acetammido-6-ossoeptanedioato